# 2098 Zyskin
Zyskin (asteróide 2098) é um asteróide da cintura principal com um diâmetro de 17 quilómetros, a 2,1154162 UA. Possui uma excentricidade de 0,1271555 e um período orbital de 1 378,08 dias (3,78 anos).
Zyskin tem uma velocidade orbital média de 19,13212796 km/s e uma inclinação de 6,50339º.
Esse asteróide foi descoberto em 18 de Agosto de 1972 por Lyudmila Zhuravlyova.